# David X. Cohen
David X. Cohen, född som David Samuel Cohen 13 juli 1966 i Englewood, New Jersey, USA, är en amerikansk manusförfattare och filmproducent. Han har skrivit 14 avsnitt av Simpsons, och är huvudproducent och produktionsledare för tv-serien Futurama tillsammans med skaparen av Simpsons Matt Groening.